# Castelvecchio (Massa Martana)
Castelvecchio è una frazione del comune italiano di Massa Martana, nella provincia di Perugia, in Umbria.

## Storia
Il borgo di Castelvecchio sorse in età alto-medievale presumibilmente su un antico insediamento di epoca romana, come fortificazione a difesa del territorio nord-occidentale di Todi tra Massa Martana e Gualdo Cattaneo.
Nel XIII secolo sono documentati a Castelvecchio un ospedale e sette chiese (San Giorgio, Sant'Anastasia, Santa Cristina, San Biagio, Santa Croce, Santissima Trinità e Sant'Ippolito) e nel 1290 è censita una popolazione di 105 famiglie, che lo rende il centro abitato più popoloso del circondario.
Il declino del borgo ebbe inizio a partire dalla prima metà del XIV secolo, quando divenne teatro di numerosi scontri. Nei primi del XV secolo nacque a Castelvecchio l'umanista Antonio Pacini. Nel 1434 il paese venne distrutto dall'esercito di Francesco Sforza Visconti, in quanto «gli huomini de Castevecchio erano di lor natura molto inclinati ad assassinare et rubbare le genti che passavano da quelle bande et che però la città [di Todi] si risolvesse di scaricarlo per levare l'occasione di tanti mali».
Castelvecchio andò quindi incontro a una lunga rovina e i suoi abitanti trovarono rifugio e popolarono borghi vicini quali Viepri e Rocchette. Un moderno nucleo abitato iniziò inoltre a svilupparsi a valle del castello, intorno al crocevia presso il quale era stato costruito nel 1603 il santuario della Madonna.

## Monumenti e luoghi d'interesse

### Architetture religiose
Chiesa di Sant'Ippolito
La chiesa romanica di Sant'Ippolito è ricordata a partire dal XIII secolo. Presenta un'abside semicircolare e paramenti murari in conci bianchi e rosa. All'interno, a navata unica, si trova l'affresco Cristo in croce tra i santi Pietro e Paolo del XVII secolo.
Santuario della Madonna di Castelvecchio
Il santuario venne edificato in memoria di una guarigione ritenuta miracolosa verificatasi l'11 maggio 1602, per volere del vescovo Angelo Cesi su progetto dell'architetto Valentino Martelli. L'edificio domina il centro abitato di Castelvecchio e presente forme tardo-rinascimentali. All'interno sono conservati dipinti del XVII secolo quali Cristo crocifisso tra san Francesco e santa Maria Maddalena di Ascensidonio Spacca detto il Fantino, San Carlo Borromeo di Pietro Paolo Sensini, la Madonna di Costantinopoli tra santi e la Santissima Concezione tra i santi Francesco, Domenico e Antonio da Padova di Pietro Salvi da Bevagna. Sull'altare maggiore si trova l'immagine miracolosa della Madonna col Bambino di Pietro Paolo Sensini, risalente al 1581.

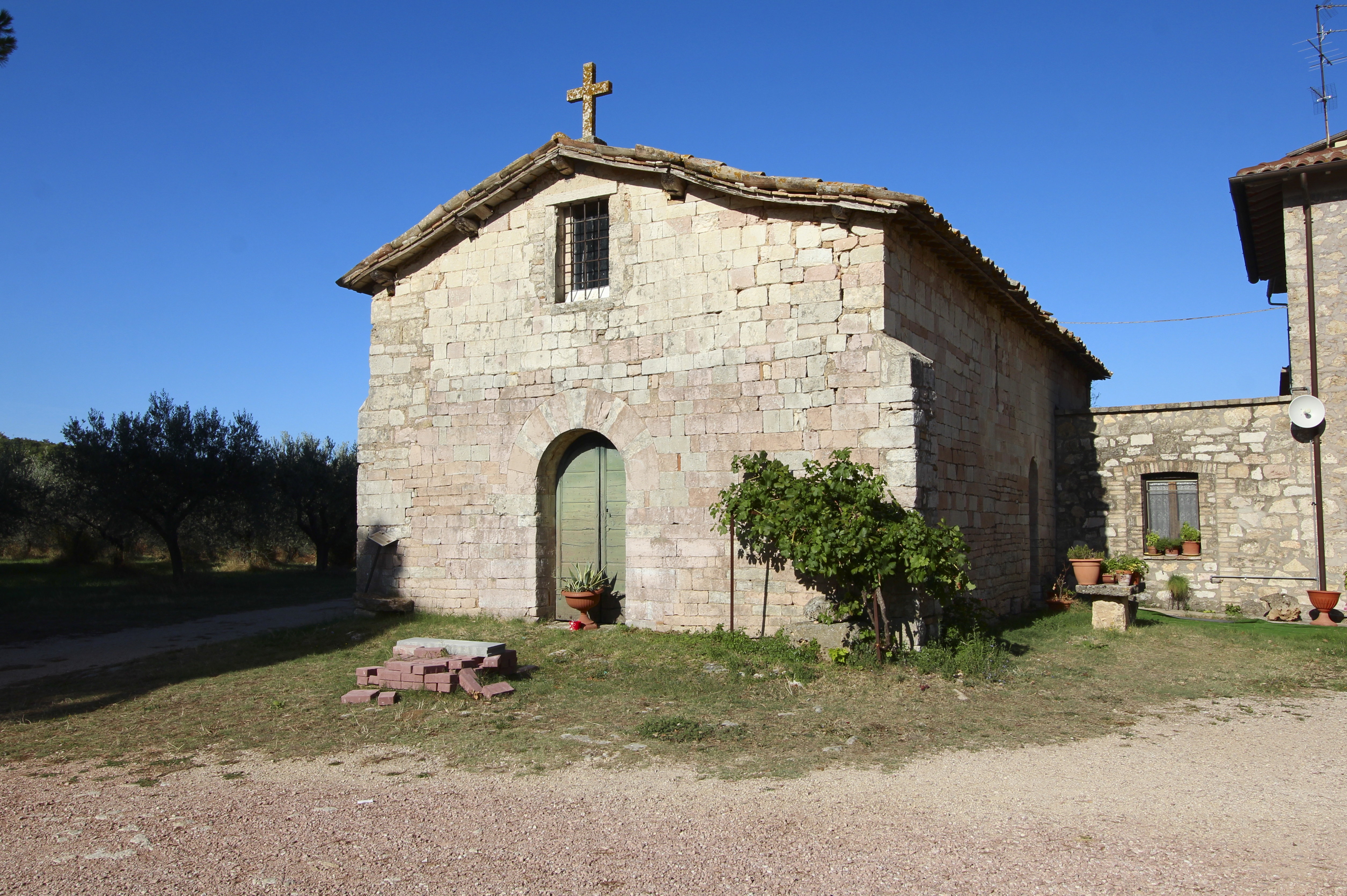
La chiesa di Sant'Ippolito
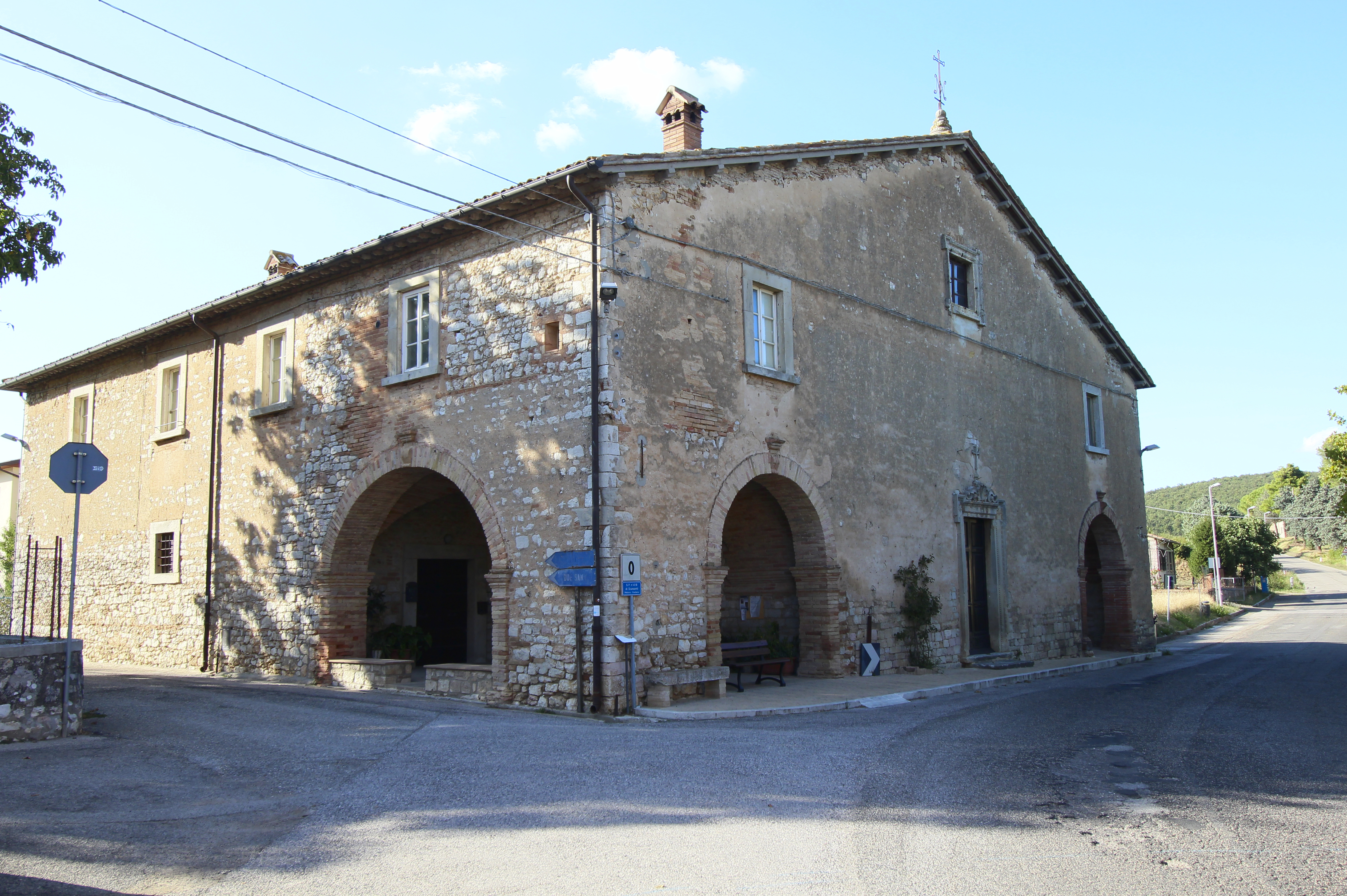
Il santuario della Madonna di Castelvecchio, esterno
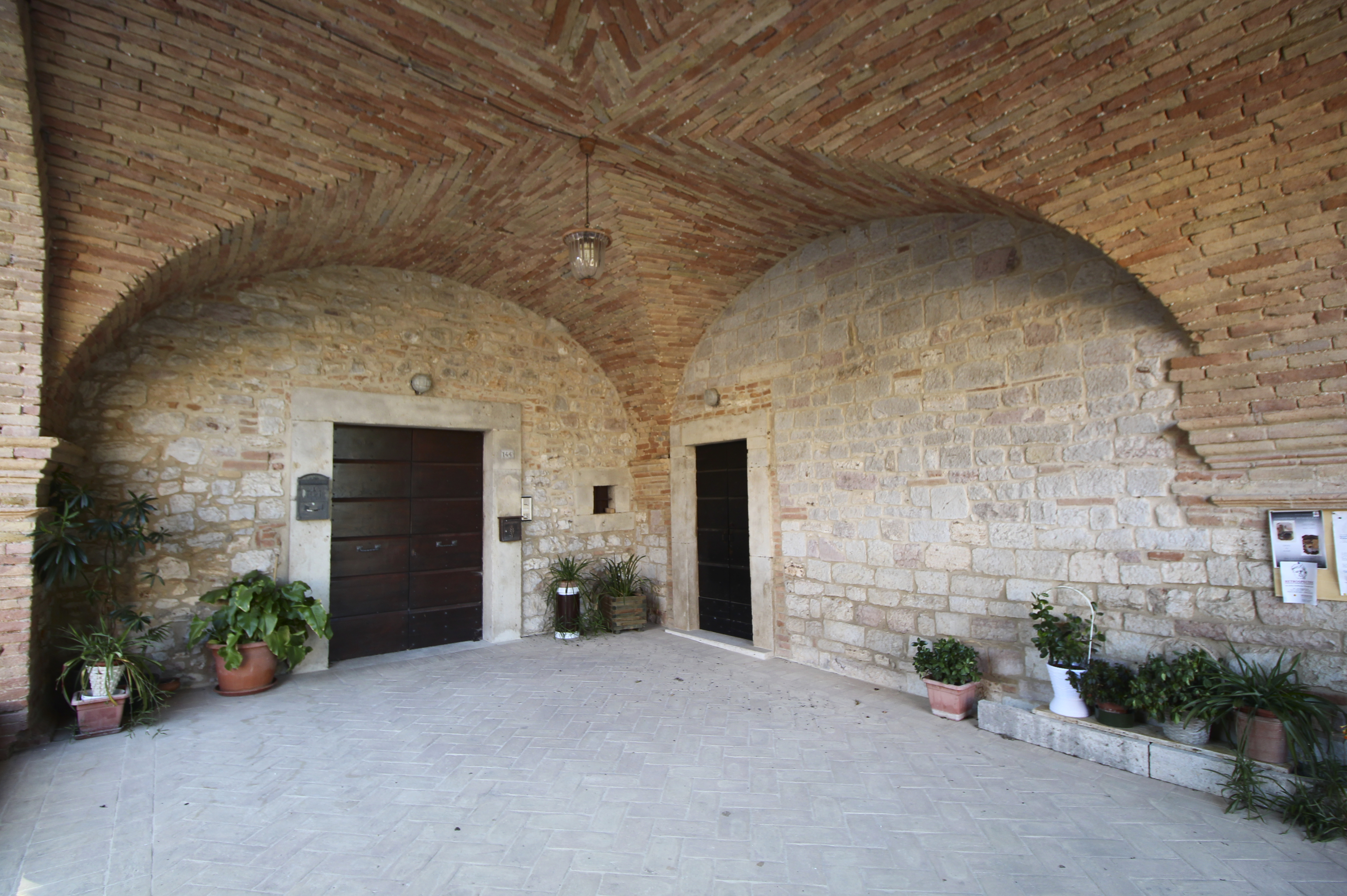
Il santuario della Madonna di Castelvecchio, ingresso

### Architetture militari
Castello
I ruderi del castello di Castelvecchio sono visibili presso il centro abitato, all'interno di una fitta boscaglia.